# Кисис, Имантс Янович
Имантс Янович Кисис (14 февраля 1929, посёлок Веселавский, ныне в Латвийской ССР — 13 сентября 1993) — латвийский, ранее советский, шахматный композитор; мастер спорта СССР по шахматной композиции (1973). Экономист.
С 1947 опубликовал около 400 двухходовых задач, из них на конкурсах отмечены 185, в том числе 50 — призами (18 — первыми). Финалист 7—15-го личных чемпионатов СССР (1965—1985), в том числе 10-й чемпионат (1971) — 1-е, 15-й (1985) — 2-е места. Победитель 8—11-го первенств Латвийской ССР (1971—1980), в 7-м первенстве (1968) — 2-е место.

## Задачи
|   | a | b | c | d | e | f | g | h |   |
| - | --- | --- | --- | --- | --- | --- | --- | --- | - |
| 8 | a8 чёрный слон · b8 чёрная ладья · f8 чёрный слон · d7 белая ладья · h7 белый конь · b6 чёрная ладья · c5 чёрная пешка · e5 чёрная пешка · f5 чёрная пешка · a4 белый конь · e4 чёрный король · a3 белая ладья · e3 чёрная пешка · g3 белая пешка · h3 чёрный конь · a2 белый слон · g2 белая пешка · a1 белый слон · b1 чёрный конь · c1 белый король | a8 чёрный слон · b8 чёрная ладья · f8 чёрный слон · d7 белая ладья · h7 белый конь · b6 чёрная ладья · c5 чёрная пешка · e5 чёрная пешка · f5 чёрная пешка · a4 белый конь · e4 чёрный король · a3 белая ладья · e3 чёрная пешка · g3 белая пешка · h3 чёрный конь · a2 белый слон · g2 белая пешка · a1 белый слон · b1 чёрный конь · c1 белый король | a8 чёрный слон · b8 чёрная ладья · f8 чёрный слон · d7 белая ладья · h7 белый конь · b6 чёрная ладья · c5 чёрная пешка · e5 чёрная пешка · f5 чёрная пешка · a4 белый конь · e4 чёрный король · a3 белая ладья · e3 чёрная пешка · g3 белая пешка · h3 чёрный конь · a2 белый слон · g2 белая пешка · a1 белый слон · b1 чёрный конь · c1 белый король | a8 чёрный слон · b8 чёрная ладья · f8 чёрный слон · d7 белая ладья · h7 белый конь · b6 чёрная ладья · c5 чёрная пешка · e5 чёрная пешка · f5 чёрная пешка · a4 белый конь · e4 чёрный король · a3 белая ладья · e3 чёрная пешка · g3 белая пешка · h3 чёрный конь · a2 белый слон · g2 белая пешка · a1 белый слон · b1 чёрный конь · c1 белый король | a8 чёрный слон · b8 чёрная ладья · f8 чёрный слон · d7 белая ладья · h7 белый конь · b6 чёрная ладья · c5 чёрная пешка · e5 чёрная пешка · f5 чёрная пешка · a4 белый конь · e4 чёрный король · a3 белая ладья · e3 чёрная пешка · g3 белая пешка · h3 чёрный конь · a2 белый слон · g2 белая пешка · a1 белый слон · b1 чёрный конь · c1 белый король | a8 чёрный слон · b8 чёрная ладья · f8 чёрный слон · d7 белая ладья · h7 белый конь · b6 чёрная ладья · c5 чёрная пешка · e5 чёрная пешка · f5 чёрная пешка · a4 белый конь · e4 чёрный король · a3 белая ладья · e3 чёрная пешка · g3 белая пешка · h3 чёрный конь · a2 белый слон · g2 белая пешка · a1 белый слон · b1 чёрный конь · c1 белый король | a8 чёрный слон · b8 чёрная ладья · f8 чёрный слон · d7 белая ладья · h7 белый конь · b6 чёрная ладья · c5 чёрная пешка · e5 чёрная пешка · f5 чёрная пешка · a4 белый конь · e4 чёрный король · a3 белая ладья · e3 чёрная пешка · g3 белая пешка · h3 чёрный конь · a2 белый слон · g2 белая пешка · a1 белый слон · b1 чёрный конь · c1 белый король | a8 чёрный слон · b8 чёрная ладья · f8 чёрный слон · d7 белая ладья · h7 белый конь · b6 чёрная ладья · c5 чёрная пешка · e5 чёрная пешка · f5 чёрная пешка · a4 белый конь · e4 чёрный король · a3 белая ладья · e3 чёрная пешка · g3 белая пешка · h3 чёрный конь · a2 белый слон · g2 белая пешка · a1 белый слон · b1 чёрный конь · c1 белый король | 8 |
| 7 | a8 чёрный слон · b8 чёрная ладья · f8 чёрный слон · d7 белая ладья · h7 белый конь · b6 чёрная ладья · c5 чёрная пешка · e5 чёрная пешка · f5 чёрная пешка · a4 белый конь · e4 чёрный король · a3 белая ладья · e3 чёрная пешка · g3 белая пешка · h3 чёрный конь · a2 белый слон · g2 белая пешка · a1 белый слон · b1 чёрный конь · c1 белый король | a8 чёрный слон · b8 чёрная ладья · f8 чёрный слон · d7 белая ладья · h7 белый конь · b6 чёрная ладья · c5 чёрная пешка · e5 чёрная пешка · f5 чёрная пешка · a4 белый конь · e4 чёрный король · a3 белая ладья · e3 чёрная пешка · g3 белая пешка · h3 чёрный конь · a2 белый слон · g2 белая пешка · a1 белый слон · b1 чёрный конь · c1 белый король | a8 чёрный слон · b8 чёрная ладья · f8 чёрный слон · d7 белая ладья · h7 белый конь · b6 чёрная ладья · c5 чёрная пешка · e5 чёрная пешка · f5 чёрная пешка · a4 белый конь · e4 чёрный король · a3 белая ладья · e3 чёрная пешка · g3 белая пешка · h3 чёрный конь · a2 белый слон · g2 белая пешка · a1 белый слон · b1 чёрный конь · c1 белый король | a8 чёрный слон · b8 чёрная ладья · f8 чёрный слон · d7 белая ладья · h7 белый конь · b6 чёрная ладья · c5 чёрная пешка · e5 чёрная пешка · f5 чёрная пешка · a4 белый конь · e4 чёрный король · a3 белая ладья · e3 чёрная пешка · g3 белая пешка · h3 чёрный конь · a2 белый слон · g2 белая пешка · a1 белый слон · b1 чёрный конь · c1 белый король | a8 чёрный слон · b8 чёрная ладья · f8 чёрный слон · d7 белая ладья · h7 белый конь · b6 чёрная ладья · c5 чёрная пешка · e5 чёрная пешка · f5 чёрная пешка · a4 белый конь · e4 чёрный король · a3 белая ладья · e3 чёрная пешка · g3 белая пешка · h3 чёрный конь · a2 белый слон · g2 белая пешка · a1 белый слон · b1 чёрный конь · c1 белый король | a8 чёрный слон · b8 чёрная ладья · f8 чёрный слон · d7 белая ладья · h7 белый конь · b6 чёрная ладья · c5 чёрная пешка · e5 чёрная пешка · f5 чёрная пешка · a4 белый конь · e4 чёрный король · a3 белая ладья · e3 чёрная пешка · g3 белая пешка · h3 чёрный конь · a2 белый слон · g2 белая пешка · a1 белый слон · b1 чёрный конь · c1 белый король | a8 чёрный слон · b8 чёрная ладья · f8 чёрный слон · d7 белая ладья · h7 белый конь · b6 чёрная ладья · c5 чёрная пешка · e5 чёрная пешка · f5 чёрная пешка · a4 белый конь · e4 чёрный король · a3 белая ладья · e3 чёрная пешка · g3 белая пешка · h3 чёрный конь · a2 белый слон · g2 белая пешка · a1 белый слон · b1 чёрный конь · c1 белый король | a8 чёрный слон · b8 чёрная ладья · f8 чёрный слон · d7 белая ладья · h7 белый конь · b6 чёрная ладья · c5 чёрная пешка · e5 чёрная пешка · f5 чёрная пешка · a4 белый конь · e4 чёрный король · a3 белая ладья · e3 чёрная пешка · g3 белая пешка · h3 чёрный конь · a2 белый слон · g2 белая пешка · a1 белый слон · b1 чёрный конь · c1 белый король | 7 |
| 6 | a8 чёрный слон · b8 чёрная ладья · f8 чёрный слон · d7 белая ладья · h7 белый конь · b6 чёрная ладья · c5 чёрная пешка · e5 чёрная пешка · f5 чёрная пешка · a4 белый конь · e4 чёрный король · a3 белая ладья · e3 чёрная пешка · g3 белая пешка · h3 чёрный конь · a2 белый слон · g2 белая пешка · a1 белый слон · b1 чёрный конь · c1 белый король | a8 чёрный слон · b8 чёрная ладья · f8 чёрный слон · d7 белая ладья · h7 белый конь · b6 чёрная ладья · c5 чёрная пешка · e5 чёрная пешка · f5 чёрная пешка · a4 белый конь · e4 чёрный король · a3 белая ладья · e3 чёрная пешка · g3 белая пешка · h3 чёрный конь · a2 белый слон · g2 белая пешка · a1 белый слон · b1 чёрный конь · c1 белый король | a8 чёрный слон · b8 чёрная ладья · f8 чёрный слон · d7 белая ладья · h7 белый конь · b6 чёрная ладья · c5 чёрная пешка · e5 чёрная пешка · f5 чёрная пешка · a4 белый конь · e4 чёрный король · a3 белая ладья · e3 чёрная пешка · g3 белая пешка · h3 чёрный конь · a2 белый слон · g2 белая пешка · a1 белый слон · b1 чёрный конь · c1 белый король | a8 чёрный слон · b8 чёрная ладья · f8 чёрный слон · d7 белая ладья · h7 белый конь · b6 чёрная ладья · c5 чёрная пешка · e5 чёрная пешка · f5 чёрная пешка · a4 белый конь · e4 чёрный король · a3 белая ладья · e3 чёрная пешка · g3 белая пешка · h3 чёрный конь · a2 белый слон · g2 белая пешка · a1 белый слон · b1 чёрный конь · c1 белый король | a8 чёрный слон · b8 чёрная ладья · f8 чёрный слон · d7 белая ладья · h7 белый конь · b6 чёрная ладья · c5 чёрная пешка · e5 чёрная пешка · f5 чёрная пешка · a4 белый конь · e4 чёрный король · a3 белая ладья · e3 чёрная пешка · g3 белая пешка · h3 чёрный конь · a2 белый слон · g2 белая пешка · a1 белый слон · b1 чёрный конь · c1 белый король | a8 чёрный слон · b8 чёрная ладья · f8 чёрный слон · d7 белая ладья · h7 белый конь · b6 чёрная ладья · c5 чёрная пешка · e5 чёрная пешка · f5 чёрная пешка · a4 белый конь · e4 чёрный король · a3 белая ладья · e3 чёрная пешка · g3 белая пешка · h3 чёрный конь · a2 белый слон · g2 белая пешка · a1 белый слон · b1 чёрный конь · c1 белый король | a8 чёрный слон · b8 чёрная ладья · f8 чёрный слон · d7 белая ладья · h7 белый конь · b6 чёрная ладья · c5 чёрная пешка · e5 чёрная пешка · f5 чёрная пешка · a4 белый конь · e4 чёрный король · a3 белая ладья · e3 чёрная пешка · g3 белая пешка · h3 чёрный конь · a2 белый слон · g2 белая пешка · a1 белый слон · b1 чёрный конь · c1 белый король | a8 чёрный слон · b8 чёрная ладья · f8 чёрный слон · d7 белая ладья · h7 белый конь · b6 чёрная ладья · c5 чёрная пешка · e5 чёрная пешка · f5 чёрная пешка · a4 белый конь · e4 чёрный король · a3 белая ладья · e3 чёрная пешка · g3 белая пешка · h3 чёрный конь · a2 белый слон · g2 белая пешка · a1 белый слон · b1 чёрный конь · c1 белый король | 6 |
| 5 | a8 чёрный слон · b8 чёрная ладья · f8 чёрный слон · d7 белая ладья · h7 белый конь · b6 чёрная ладья · c5 чёрная пешка · e5 чёрная пешка · f5 чёрная пешка · a4 белый конь · e4 чёрный король · a3 белая ладья · e3 чёрная пешка · g3 белая пешка · h3 чёрный конь · a2 белый слон · g2 белая пешка · a1 белый слон · b1 чёрный конь · c1 белый король | a8 чёрный слон · b8 чёрная ладья · f8 чёрный слон · d7 белая ладья · h7 белый конь · b6 чёрная ладья · c5 чёрная пешка · e5 чёрная пешка · f5 чёрная пешка · a4 белый конь · e4 чёрный король · a3 белая ладья · e3 чёрная пешка · g3 белая пешка · h3 чёрный конь · a2 белый слон · g2 белая пешка · a1 белый слон · b1 чёрный конь · c1 белый король | a8 чёрный слон · b8 чёрная ладья · f8 чёрный слон · d7 белая ладья · h7 белый конь · b6 чёрная ладья · c5 чёрная пешка · e5 чёрная пешка · f5 чёрная пешка · a4 белый конь · e4 чёрный король · a3 белая ладья · e3 чёрная пешка · g3 белая пешка · h3 чёрный конь · a2 белый слон · g2 белая пешка · a1 белый слон · b1 чёрный конь · c1 белый король | a8 чёрный слон · b8 чёрная ладья · f8 чёрный слон · d7 белая ладья · h7 белый конь · b6 чёрная ладья · c5 чёрная пешка · e5 чёрная пешка · f5 чёрная пешка · a4 белый конь · e4 чёрный король · a3 белая ладья · e3 чёрная пешка · g3 белая пешка · h3 чёрный конь · a2 белый слон · g2 белая пешка · a1 белый слон · b1 чёрный конь · c1 белый король | a8 чёрный слон · b8 чёрная ладья · f8 чёрный слон · d7 белая ладья · h7 белый конь · b6 чёрная ладья · c5 чёрная пешка · e5 чёрная пешка · f5 чёрная пешка · a4 белый конь · e4 чёрный король · a3 белая ладья · e3 чёрная пешка · g3 белая пешка · h3 чёрный конь · a2 белый слон · g2 белая пешка · a1 белый слон · b1 чёрный конь · c1 белый король | a8 чёрный слон · b8 чёрная ладья · f8 чёрный слон · d7 белая ладья · h7 белый конь · b6 чёрная ладья · c5 чёрная пешка · e5 чёрная пешка · f5 чёрная пешка · a4 белый конь · e4 чёрный король · a3 белая ладья · e3 чёрная пешка · g3 белая пешка · h3 чёрный конь · a2 белый слон · g2 белая пешка · a1 белый слон · b1 чёрный конь · c1 белый король | a8 чёрный слон · b8 чёрная ладья · f8 чёрный слон · d7 белая ладья · h7 белый конь · b6 чёрная ладья · c5 чёрная пешка · e5 чёрная пешка · f5 чёрная пешка · a4 белый конь · e4 чёрный король · a3 белая ладья · e3 чёрная пешка · g3 белая пешка · h3 чёрный конь · a2 белый слон · g2 белая пешка · a1 белый слон · b1 чёрный конь · c1 белый король | a8 чёрный слон · b8 чёрная ладья · f8 чёрный слон · d7 белая ладья · h7 белый конь · b6 чёрная ладья · c5 чёрная пешка · e5 чёрная пешка · f5 чёрная пешка · a4 белый конь · e4 чёрный король · a3 белая ладья · e3 чёрная пешка · g3 белая пешка · h3 чёрный конь · a2 белый слон · g2 белая пешка · a1 белый слон · b1 чёрный конь · c1 белый король | 5 |
| 4 | a8 чёрный слон · b8 чёрная ладья · f8 чёрный слон · d7 белая ладья · h7 белый конь · b6 чёрная ладья · c5 чёрная пешка · e5 чёрная пешка · f5 чёрная пешка · a4 белый конь · e4 чёрный король · a3 белая ладья · e3 чёрная пешка · g3 белая пешка · h3 чёрный конь · a2 белый слон · g2 белая пешка · a1 белый слон · b1 чёрный конь · c1 белый король | a8 чёрный слон · b8 чёрная ладья · f8 чёрный слон · d7 белая ладья · h7 белый конь · b6 чёрная ладья · c5 чёрная пешка · e5 чёрная пешка · f5 чёрная пешка · a4 белый конь · e4 чёрный король · a3 белая ладья · e3 чёрная пешка · g3 белая пешка · h3 чёрный конь · a2 белый слон · g2 белая пешка · a1 белый слон · b1 чёрный конь · c1 белый король | a8 чёрный слон · b8 чёрная ладья · f8 чёрный слон · d7 белая ладья · h7 белый конь · b6 чёрная ладья · c5 чёрная пешка · e5 чёрная пешка · f5 чёрная пешка · a4 белый конь · e4 чёрный король · a3 белая ладья · e3 чёрная пешка · g3 белая пешка · h3 чёрный конь · a2 белый слон · g2 белая пешка · a1 белый слон · b1 чёрный конь · c1 белый король | a8 чёрный слон · b8 чёрная ладья · f8 чёрный слон · d7 белая ладья · h7 белый конь · b6 чёрная ладья · c5 чёрная пешка · e5 чёрная пешка · f5 чёрная пешка · a4 белый конь · e4 чёрный король · a3 белая ладья · e3 чёрная пешка · g3 белая пешка · h3 чёрный конь · a2 белый слон · g2 белая пешка · a1 белый слон · b1 чёрный конь · c1 белый король | a8 чёрный слон · b8 чёрная ладья · f8 чёрный слон · d7 белая ладья · h7 белый конь · b6 чёрная ладья · c5 чёрная пешка · e5 чёрная пешка · f5 чёрная пешка · a4 белый конь · e4 чёрный король · a3 белая ладья · e3 чёрная пешка · g3 белая пешка · h3 чёрный конь · a2 белый слон · g2 белая пешка · a1 белый слон · b1 чёрный конь · c1 белый король | a8 чёрный слон · b8 чёрная ладья · f8 чёрный слон · d7 белая ладья · h7 белый конь · b6 чёрная ладья · c5 чёрная пешка · e5 чёрная пешка · f5 чёрная пешка · a4 белый конь · e4 чёрный король · a3 белая ладья · e3 чёрная пешка · g3 белая пешка · h3 чёрный конь · a2 белый слон · g2 белая пешка · a1 белый слон · b1 чёрный конь · c1 белый король | a8 чёрный слон · b8 чёрная ладья · f8 чёрный слон · d7 белая ладья · h7 белый конь · b6 чёрная ладья · c5 чёрная пешка · e5 чёрная пешка · f5 чёрная пешка · a4 белый конь · e4 чёрный король · a3 белая ладья · e3 чёрная пешка · g3 белая пешка · h3 чёрный конь · a2 белый слон · g2 белая пешка · a1 белый слон · b1 чёрный конь · c1 белый король | a8 чёрный слон · b8 чёрная ладья · f8 чёрный слон · d7 белая ладья · h7 белый конь · b6 чёрная ладья · c5 чёрная пешка · e5 чёрная пешка · f5 чёрная пешка · a4 белый конь · e4 чёрный король · a3 белая ладья · e3 чёрная пешка · g3 белая пешка · h3 чёрный конь · a2 белый слон · g2 белая пешка · a1 белый слон · b1 чёрный конь · c1 белый король | 4 |
| 3 | a8 чёрный слон · b8 чёрная ладья · f8 чёрный слон · d7 белая ладья · h7 белый конь · b6 чёрная ладья · c5 чёрная пешка · e5 чёрная пешка · f5 чёрная пешка · a4 белый конь · e4 чёрный король · a3 белая ладья · e3 чёрная пешка · g3 белая пешка · h3 чёрный конь · a2 белый слон · g2 белая пешка · a1 белый слон · b1 чёрный конь · c1 белый король | a8 чёрный слон · b8 чёрная ладья · f8 чёрный слон · d7 белая ладья · h7 белый конь · b6 чёрная ладья · c5 чёрная пешка · e5 чёрная пешка · f5 чёрная пешка · a4 белый конь · e4 чёрный король · a3 белая ладья · e3 чёрная пешка · g3 белая пешка · h3 чёрный конь · a2 белый слон · g2 белая пешка · a1 белый слон · b1 чёрный конь · c1 белый король | a8 чёрный слон · b8 чёрная ладья · f8 чёрный слон · d7 белая ладья · h7 белый конь · b6 чёрная ладья · c5 чёрная пешка · e5 чёрная пешка · f5 чёрная пешка · a4 белый конь · e4 чёрный король · a3 белая ладья · e3 чёрная пешка · g3 белая пешка · h3 чёрный конь · a2 белый слон · g2 белая пешка · a1 белый слон · b1 чёрный конь · c1 белый король | a8 чёрный слон · b8 чёрная ладья · f8 чёрный слон · d7 белая ладья · h7 белый конь · b6 чёрная ладья · c5 чёрная пешка · e5 чёрная пешка · f5 чёрная пешка · a4 белый конь · e4 чёрный король · a3 белая ладья · e3 чёрная пешка · g3 белая пешка · h3 чёрный конь · a2 белый слон · g2 белая пешка · a1 белый слон · b1 чёрный конь · c1 белый король | a8 чёрный слон · b8 чёрная ладья · f8 чёрный слон · d7 белая ладья · h7 белый конь · b6 чёрная ладья · c5 чёрная пешка · e5 чёрная пешка · f5 чёрная пешка · a4 белый конь · e4 чёрный король · a3 белая ладья · e3 чёрная пешка · g3 белая пешка · h3 чёрный конь · a2 белый слон · g2 белая пешка · a1 белый слон · b1 чёрный конь · c1 белый король | a8 чёрный слон · b8 чёрная ладья · f8 чёрный слон · d7 белая ладья · h7 белый конь · b6 чёрная ладья · c5 чёрная пешка · e5 чёрная пешка · f5 чёрная пешка · a4 белый конь · e4 чёрный король · a3 белая ладья · e3 чёрная пешка · g3 белая пешка · h3 чёрный конь · a2 белый слон · g2 белая пешка · a1 белый слон · b1 чёрный конь · c1 белый король | a8 чёрный слон · b8 чёрная ладья · f8 чёрный слон · d7 белая ладья · h7 белый конь · b6 чёрная ладья · c5 чёрная пешка · e5 чёрная пешка · f5 чёрная пешка · a4 белый конь · e4 чёрный король · a3 белая ладья · e3 чёрная пешка · g3 белая пешка · h3 чёрный конь · a2 белый слон · g2 белая пешка · a1 белый слон · b1 чёрный конь · c1 белый король | a8 чёрный слон · b8 чёрная ладья · f8 чёрный слон · d7 белая ладья · h7 белый конь · b6 чёрная ладья · c5 чёрная пешка · e5 чёрная пешка · f5 чёрная пешка · a4 белый конь · e4 чёрный король · a3 белая ладья · e3 чёрная пешка · g3 белая пешка · h3 чёрный конь · a2 белый слон · g2 белая пешка · a1 белый слон · b1 чёрный конь · c1 белый король | 3 |
| 2 | a8 чёрный слон · b8 чёрная ладья · f8 чёрный слон · d7 белая ладья · h7 белый конь · b6 чёрная ладья · c5 чёрная пешка · e5 чёрная пешка · f5 чёрная пешка · a4 белый конь · e4 чёрный король · a3 белая ладья · e3 чёрная пешка · g3 белая пешка · h3 чёрный конь · a2 белый слон · g2 белая пешка · a1 белый слон · b1 чёрный конь · c1 белый король | a8 чёрный слон · b8 чёрная ладья · f8 чёрный слон · d7 белая ладья · h7 белый конь · b6 чёрная ладья · c5 чёрная пешка · e5 чёрная пешка · f5 чёрная пешка · a4 белый конь · e4 чёрный король · a3 белая ладья · e3 чёрная пешка · g3 белая пешка · h3 чёрный конь · a2 белый слон · g2 белая пешка · a1 белый слон · b1 чёрный конь · c1 белый король | a8 чёрный слон · b8 чёрная ладья · f8 чёрный слон · d7 белая ладья · h7 белый конь · b6 чёрная ладья · c5 чёрная пешка · e5 чёрная пешка · f5 чёрная пешка · a4 белый конь · e4 чёрный король · a3 белая ладья · e3 чёрная пешка · g3 белая пешка · h3 чёрный конь · a2 белый слон · g2 белая пешка · a1 белый слон · b1 чёрный конь · c1 белый король | a8 чёрный слон · b8 чёрная ладья · f8 чёрный слон · d7 белая ладья · h7 белый конь · b6 чёрная ладья · c5 чёрная пешка · e5 чёрная пешка · f5 чёрная пешка · a4 белый конь · e4 чёрный король · a3 белая ладья · e3 чёрная пешка · g3 белая пешка · h3 чёрный конь · a2 белый слон · g2 белая пешка · a1 белый слон · b1 чёрный конь · c1 белый король | a8 чёрный слон · b8 чёрная ладья · f8 чёрный слон · d7 белая ладья · h7 белый конь · b6 чёрная ладья · c5 чёрная пешка · e5 чёрная пешка · f5 чёрная пешка · a4 белый конь · e4 чёрный король · a3 белая ладья · e3 чёрная пешка · g3 белая пешка · h3 чёрный конь · a2 белый слон · g2 белая пешка · a1 белый слон · b1 чёрный конь · c1 белый король | a8 чёрный слон · b8 чёрная ладья · f8 чёрный слон · d7 белая ладья · h7 белый конь · b6 чёрная ладья · c5 чёрная пешка · e5 чёрная пешка · f5 чёрная пешка · a4 белый конь · e4 чёрный король · a3 белая ладья · e3 чёрная пешка · g3 белая пешка · h3 чёрный конь · a2 белый слон · g2 белая пешка · a1 белый слон · b1 чёрный конь · c1 белый король | a8 чёрный слон · b8 чёрная ладья · f8 чёрный слон · d7 белая ладья · h7 белый конь · b6 чёрная ладья · c5 чёрная пешка · e5 чёрная пешка · f5 чёрная пешка · a4 белый конь · e4 чёрный король · a3 белая ладья · e3 чёрная пешка · g3 белая пешка · h3 чёрный конь · a2 белый слон · g2 белая пешка · a1 белый слон · b1 чёрный конь · c1 белый король | a8 чёрный слон · b8 чёрная ладья · f8 чёрный слон · d7 белая ладья · h7 белый конь · b6 чёрная ладья · c5 чёрная пешка · e5 чёрная пешка · f5 чёрная пешка · a4 белый конь · e4 чёрный король · a3 белая ладья · e3 чёрная пешка · g3 белая пешка · h3 чёрный конь · a2 белый слон · g2 белая пешка · a1 белый слон · b1 чёрный конь · c1 белый король | 2 |
| 1 | a8 чёрный слон · b8 чёрная ладья · f8 чёрный слон · d7 белая ладья · h7 белый конь · b6 чёрная ладья · c5 чёрная пешка · e5 чёрная пешка · f5 чёрная пешка · a4 белый конь · e4 чёрный король · a3 белая ладья · e3 чёрная пешка · g3 белая пешка · h3 чёрный конь · a2 белый слон · g2 белая пешка · a1 белый слон · b1 чёрный конь · c1 белый король | a8 чёрный слон · b8 чёрная ладья · f8 чёрный слон · d7 белая ладья · h7 белый конь · b6 чёрная ладья · c5 чёрная пешка · e5 чёрная пешка · f5 чёрная пешка · a4 белый конь · e4 чёрный король · a3 белая ладья · e3 чёрная пешка · g3 белая пешка · h3 чёрный конь · a2 белый слон · g2 белая пешка · a1 белый слон · b1 чёрный конь · c1 белый король | a8 чёрный слон · b8 чёрная ладья · f8 чёрный слон · d7 белая ладья · h7 белый конь · b6 чёрная ладья · c5 чёрная пешка · e5 чёрная пешка · f5 чёрная пешка · a4 белый конь · e4 чёрный король · a3 белая ладья · e3 чёрная пешка · g3 белая пешка · h3 чёрный конь · a2 белый слон · g2 белая пешка · a1 белый слон · b1 чёрный конь · c1 белый король | a8 чёрный слон · b8 чёрная ладья · f8 чёрный слон · d7 белая ладья · h7 белый конь · b6 чёрная ладья · c5 чёрная пешка · e5 чёрная пешка · f5 чёрная пешка · a4 белый конь · e4 чёрный король · a3 белая ладья · e3 чёрная пешка · g3 белая пешка · h3 чёрный конь · a2 белый слон · g2 белая пешка · a1 белый слон · b1 чёрный конь · c1 белый король | a8 чёрный слон · b8 чёрная ладья · f8 чёрный слон · d7 белая ладья · h7 белый конь · b6 чёрная ладья · c5 чёрная пешка · e5 чёрная пешка · f5 чёрная пешка · a4 белый конь · e4 чёрный король · a3 белая ладья · e3 чёрная пешка · g3 белая пешка · h3 чёрный конь · a2 белый слон · g2 белая пешка · a1 белый слон · b1 чёрный конь · c1 белый король | a8 чёрный слон · b8 чёрная ладья · f8 чёрный слон · d7 белая ладья · h7 белый конь · b6 чёрная ладья · c5 чёрная пешка · e5 чёрная пешка · f5 чёрная пешка · a4 белый конь · e4 чёрный король · a3 белая ладья · e3 чёрная пешка · g3 белая пешка · h3 чёрный конь · a2 белый слон · g2 белая пешка · a1 белый слон · b1 чёрный конь · c1 белый король | a8 чёрный слон · b8 чёрная ладья · f8 чёрный слон · d7 белая ладья · h7 белый конь · b6 чёрная ладья · c5 чёрная пешка · e5 чёрная пешка · f5 чёрная пешка · a4 белый конь · e4 чёрный король · a3 белая ладья · e3 чёрная пешка · g3 белая пешка · h3 чёрный конь · a2 белый слон · g2 белая пешка · a1 белый слон · b1 чёрный конь · c1 белый король | a8 чёрный слон · b8 чёрная ладья · f8 чёрный слон · d7 белая ладья · h7 белый конь · b6 чёрная ладья · c5 чёрная пешка · e5 чёрная пешка · f5 чёрная пешка · a4 белый конь · e4 чёрный король · a3 белая ладья · e3 чёрная пешка · g3 белая пешка · h3 чёрный конь · a2 белый слон · g2 белая пешка · a1 белый слон · b1 чёрный конь · c1 белый король | 1 |
|   | a | b | c | d | e | f | g | h |   |

1.Лb3? Лd6!

1.Сb3? Cd6! в двух ложных следах белое перекрытие Гримшоу
1.Лd6? (угрозы 2.К:c5#/Kf6#) но 1…f4! перекрытие Новотного
1.Сb2! (угроза 2.С:b1#) 

1…Лd6 2.К:с5#, 

1…Cd6 2.Kf6# в вариантах чёрное перекрытие Гримшоу